# More Hall Annex
El More Hall Annex, anteriormente conocido como el Nuclear Reactor Building era un edificio que una vez albergó un reactor de investigación nuclear funcional situado en el campus de la Universidad de Washington (UW) en Seattle, la ciudad más grande del estado de Washington (Estados Unidos). Fue inaugurado en 1961 y cerrado en 1988, operando a un pico de 100 kilovatios térmicos (kWt), y fue oficialmente desmantelado en 2007.
El reactor estaba alojado en un edificio de hormigón armado diseñado en el estilo arquitectónico brutalista por miembros de la facultad de la Universidad de Washington. Diseñaron la sala del reactor con grandes ventanales que permitían la observación desde el exterior, en un intento de demostrar la seguridad de la energía nuclear.
El Nuclear Reactor Building fue agregado al Registro Nacional de Lugares Históricos en 2009, luego de una campaña liderada por un estudiante de arquitectura en respuesta a la propuesta de demolición del edificio. Un plan de demolición posterior provocó una demanda de grupos de conservación, que terminó con un fallo judicial que eximía al edificio de la ordenanza de conservación de monumentos de la ciudad. Si bien esta decisión finalmente se anuló, la universidad demolió el edificio en julio de 2016 y lo reemplazó con un nuevo edificio de ciencias de la computación que se inauguró en febrero de 2019.

## Diseño y funciones
El Nuclear Reactor Building albergaba un reactor de clase Argonaut con una potencia inicial de 10 kilovatios térmicos (kWt), que luego aumentó a 100 kWt en 1967. Utilizaba uranio-235 como combustible y se enfriaba con agua. La cámara del reactor, ubicada en el piso inferior de la instalación, tenía 4,6 m de alto, 6,1 m de largo y 5,8 m de ancho. Durante su vida útil de 27 años, el reactor funcionó durante el equivalente a 140 días, funcionando durante algunos días a la mitad de la potencia y durante tan solo 10 minutos.
El More Hall Annex era una estructura de hormigón armado de dos pisos diseñada en estilo brutalista, similar a otros edificios en el campus universitario construidos durante la era de la posguerra. Ocupó una huella de 21,2 m de norte a sur y 23,2 m de este a oeste, con un total de 0,7 m² de espacio interior. El edificio fue diseñado por un consorcio de miembros de la facultad de la UW, conocido como The Architect Artist Group (TAAG), con el aporte del presidente del departamento de ingeniería nuclear, Albert L. Babb. Babb solicitó un edificio que "mostrara al mundo cómo era la energía nuclear", deseando una estructura prominente en el campus que sirviera como una joya de la corona para el departamento. Las grandes paredes de vidrio permitieron la visualización pública del interior de la sala del reactor, mostrando la actividad en el interior.
El primer piso, parcialmente cubierto por la plaza al aire libre, albergaba el reactor, laboratorio, espectrómetro de cristal, sala de conteo con densómetro nuclear, aulas, baños y oficinas. El segundo piso contenía la sala de control, un observatorio y una sala de conferencias con vista al reactor; estaba abierto a la plaza al aire libre por tres lados, con grandes ventanas de vidrio que permitían la observación pública de los experimentos. El reactor se colocó en la parte inferior del edificio, cuesta abajo de la plaza, para permitir que el suelo absorba las fugas accidentales de radiación. El techo de la estructura descansaba sobre una serie de vigas perpendiculares que también sostenían una grúa de tres toneladas que se usaba para levantar el escudo del reactor entre experimentos. 

## Historia

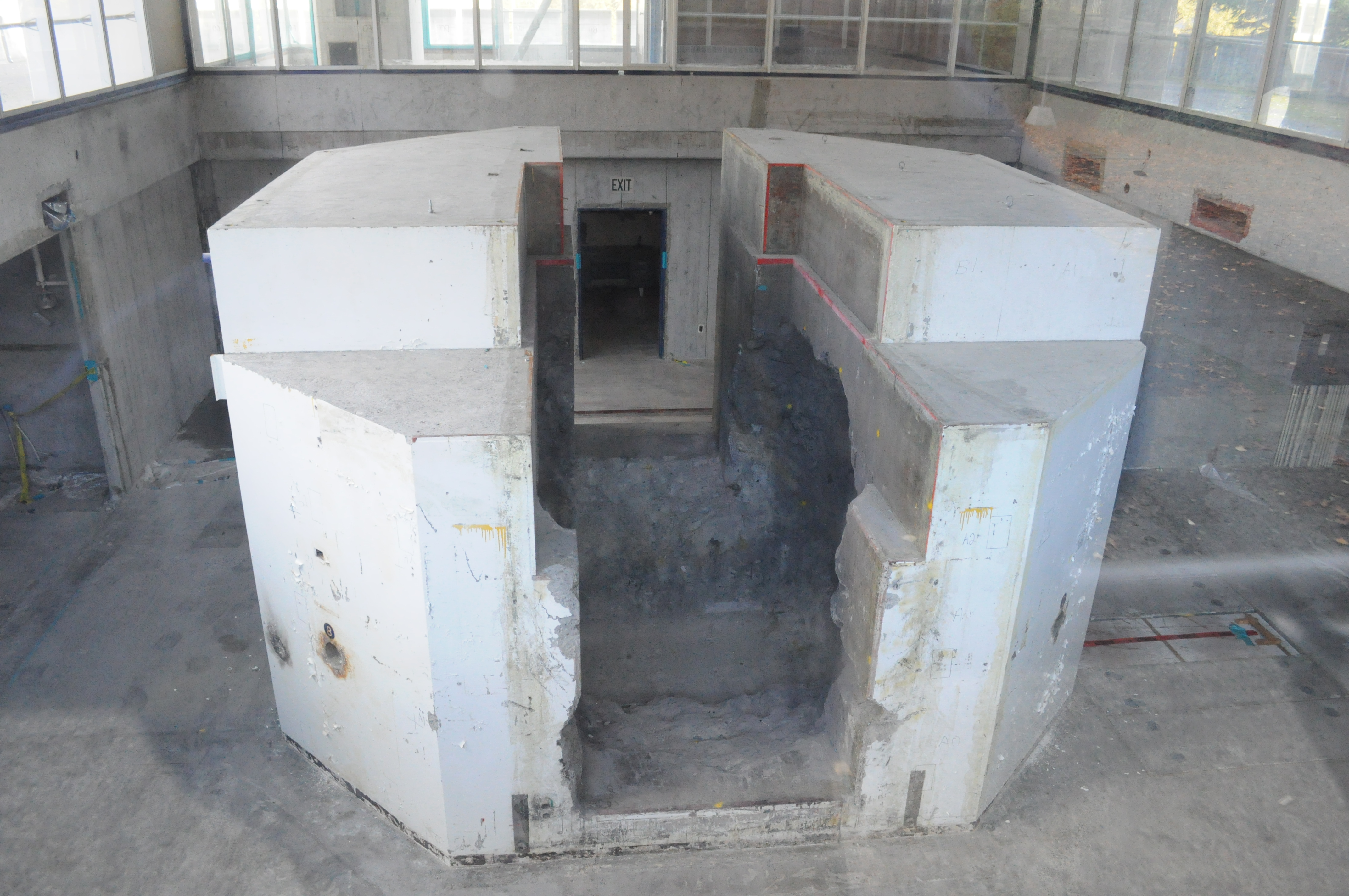
Interior de la sala del reactor fuera de servicio, fotografiado en 2009

Durante los últimos años de la década de 1950 y principios de la de 1960, la Comisión de Energía Atómica (AEC) les otorgó subvenciones a universidades y facultades para adquirir pequeños reactores nucleares para programas de investigación. La Universidad de Washington comenzó las clases de ingeniería nuclear como parte de la Facultad de Ingeniería en 1953 y formó un Departamento de Ingeniería Nuclear en 1956, aceptando ingenieros de Boeing y el cercano Hanford Site como sus primeros estudiantes. El departamento de Ingeniería Nuclear utilizó reactores de entrenamiento en Bagley Hall y luego propuso que la universidad adquiriera un reactor nuclear para instalarlo en el campus. En 1957, la AEC aprobó 100 000 dólares en financiamiento (equivalentes a 710 000 dólares de 2019) para que la Universidad de Washington instale un reactor nuclear permanente en el campus, el primero de su tipo en Estados Unidos.
El propuesto reactor de 10 kW fue aprobado por la Junta de Regentes de la universidad en abril de 1959, para ser alojado en un edificio de hormigón armado de dos pisos con oficinas, talleres, una sala de control y espacios para clases y seminarios. El edificio fue diseñado por los arquitectos de TAAG Wendell Lovett, Gene Zema y Daniel Streissguth, todos miembros de la facultad de la UW. En diciembre, los regentes adjudicaron el contrato de construcción a Jentoft & Forbes, pagando 308 082 dólares (equivalentes a 2,1 millones de dólares de 2019) para el proyecto. Se eligió un sitio en el extremo este del campus por su proximidad a varios edificios de ingeniería académica y su visibilidad para el público.
La AEC otorgó una licencia de operación para el reactor a la universidad en abril de 1961, y el reactor comenzó a operar con una reacción nuclear autosostenida el 10 de abril. Se dedicó oficialmente el 1 de junio, en una ceremonia a la que asistió el director del Laboratorio Nacional Argonne, Norman Hilberry, un físico que trabajó en Chicago Pile-1, el primer reactor nuclear del mundo en alcanzar la criticidad. Durante la Feria Mundial de 1962, organizada por la ciudad en el Seattle Center, el reactor se convirtió en el tema de visitas grupales de organizaciones profesionales.
A lo largo de los años 1960, el reactor fue utilizado para investigaciones médicas por la Facultad de Medicina de la universidad y los hospitales locales, con un personal de seis empleados a tiempo completo y cuatro empleados a tiempo parcial (la mayoría de los cuales eran estudiantes que trabajaban para los programas nucleares de la Armada de los Estados Unidos). En 1966, la universidad y las fuerzas del orden locales propusieron convertir el reactor en un laboratorio de tiempo parcial para la ciencia forense. Para 1975, el reactor solo había usado 10 gr de sus 3300 gr de combustible de uranio-235.

### Derrame de plutonio de 1972
El 13 de junio de 1972, durante un experimento que utilizó una muestra de plutonio, tres trabajadores de laboratorio fueron expuestos a radiación después de que se derramara una cápsula que contenía la muestra, lo que requirió una investigación completa del reactor nuclear. Uno de los trabajadores, el estudiante de posgrado W. Robert Sloan, estuvo expuesto a 0,65 mg de polvo de plutonio y lo llevaron a un laboratorio en Richland para someterse a pruebas de radiación, pero se descubrió que no estaba contaminado de manera significativa. Posteriormente, el derrame se relacionó con vibraciones en la cápsula que contenía la muestra, y los trabajadores dieron crédito al buen diseño y al manejo cuidadoso para evitar un incidente mayor. Una clase visitante de escolares de Montana, que observaba el reactor desde el exterior, no se vio afectada por el accidente. Después de una inspección realizada por equipos del sitio de Hanford, el laboratorio se limpió y se limpió mientras se realizaban controles periódicos de radiación. Los materiales contaminados se desinfectaron con una solución líquida de freón y se eliminaron; la limpieza costó un total de 30 000 dólares en fondos de emergencia (equivalentes a 142 000 dólares de 2019).
La universidad fue citada por la AEC por violaciones de su licencia de operación de reactores en relación con el incidente, pero ninguna en relación directa con la causa inmediata. Este llevó a que el Comité Asesor de Reactores Nucleares investigara sus procesos de revisión para experimentos de reactores, después de que la AEC determinara que había una revisión inadecuada del experimento de la UW. Los miembros del personal fueron elogiados por la AEC por proteger al público sellando los materiales y evacuando el edificio durante seis horas.

### Parada y desmantelamiento
A fines de los años 1970, el desarrollo de la energía nuclear en los Estados Unidos se detuvo, ya que se cancelaron o suspendieron nuevas plantas. El colapso financiero de 1983 del Sistema Público de Suministro de Energía de Washington, una agencia gubernamental que planea construir cinco grandes plantas de energía nuclear en todo el estado, y el accidente de Three Mile Island de 1979 contribuyeron a una disminución del interés en el programa nuclear de la universidad. El uso del reactor por parte de los estudiantes fue reemplazado por el uso comercial para producir isótopos nucleares para uso médico. Para 1988, la inscripción en el programa de ingeniería nuclear de la UW se había reducido a 23 estudiantes, y el programa se canceló por completo en 1992.
El reactor se cerró el 30 de junio de 1988, luego de un mandato de la Comisión Reguladora Nuclear (NRC) de convertir los reactores de investigación en combustible de menor grado, o cerrarlos por completo, por temor a un posible acceso terrorista. Los 4 kg de barras de combustible de uranio enriquecido se transportaron a Idaho para su procesamiento y eliminación. El edificio proporcionó oficinas y espacio de almacenamiento para varios departamentos de la universidad , incluido el laboratorio de robótica de la Facultad de Ingeniería. La Universidad de Washington solicitó a la NRC el desmantelamiento del reactor el 2 de agosto de 1994.
A raíz de los ataques del 11 de septiembre de 2001, el edificio del reactor nuclear pasó a llamarse el anexo de More Hall para disuadir el robo, después de una solicitud de la NRC. Desmantelamiento formal del sitio, incluida una limpieza de 4 millones de dólares (equivalentes a 5 millones de dólares de 2019), comenzó en abril de 2006, en medio de protestas estudiantiles por el contratista contratado para la obra. La NRC terminó formalmente la licencia de la universidad para operar el reactor en mayo de 2007.

### Intentos de conservación
Antes de la remoción del reactor en octubre de 2008, la universidad propuso demoler la estructura y remodelar el sitio para otros usos. El plan se detuvo después de que el edificio del reactor se colocara en el Washington Heritage Register, la lista estatal de edificios históricos, una designación que fue impugnada por la Universidad de Washington. Los conservacionistas sugirieron reutilizar el edificio como un museo dedicado a la historia nuclear del estado y la investigación continua. La estructura se agregó al Registro Nacional de Lugares Históricos en 2009, según una solicitud presentada por Abby Inpanbutr (de soltera Martin), estudiante de arquitectura de la Universidad de Washington, en la primavera de 2008.
La universidad propuso nuevamente la demolición de la estructura en 2015, para despejar el espacio para un nuevo edificio de ciencias de la computación adyacente a la Escuela de Ingeniería y Ciencias de la Computación Paul G. Allen existente. En mayo de 2015, el anexo de More Hall fue nombrado una de las "propiedades históricas más amenazadas" de Washington por el Washington Trust for Historic Preservation, que citó su lugar como un trabajo brutalista temprano para justificar su preservación.
La universidad publicó un borrador de declaración de impacto ambiental complementario (SEIS) para el proyecto en octubre de 2015, recomendando la demolición del anexo de More Hall en su alternativa preferida. En respuesta al SEIS, el grupo de conservación de edificios Docomomo WEWA nominó el More Hall Annex a hito de la ciudad el 2 de diciembre. La Universidad de Washington presentó una demanda contra la ciudad de Seattle y Docomomo el 18 de diciembre por la nominación histórica y si la ciudad podría hacer cumplir sus leyes de preservación histórica en propiedades estatales.
La Corte Superior del Condado de King dictaminó en abril que la universidad estaba exenta de la ordenanza de preservación de monumentos de la ciudad y podría seguir adelante con la demolición del anexo de More Hall. Si bien la ciudad y los conservacionistas apelaron la decisión, permitieron que procediera la demolición del anexo de More Hall al no buscar una suspensión que los dejara responsables de la indemnización por daños. La decisión fue apelada ante la Corte Suprema de Washington, que falló a favor de la ciudad y rechazó la pretendida exención de la universidad de la ordenanza de conservación de monumentos de la ciudad.

### Demolición

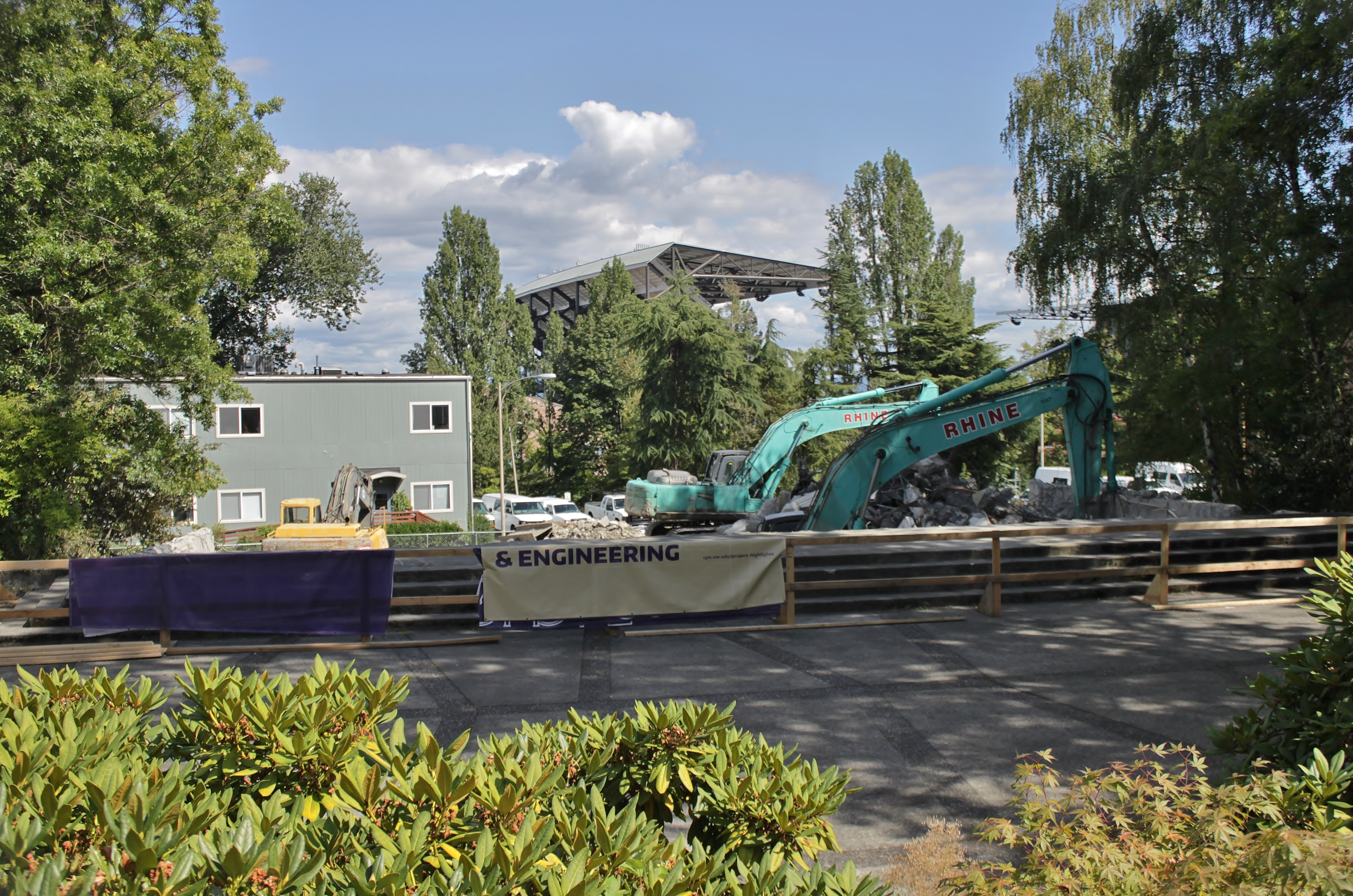
Trabajos de demolición en el sitio de More Hall Annex a finales de julio de 2016

El 11 de febrero de 2016, la Junta de Regentes de la UW aprobó un plano del sitio que demolería el anexo de More Hall para permitir la construcción del nuevo centro de informática, que se abrirá en 2019. Se rechazó un intento de incorporar elementos del reactor nuclear en el nuevo edificio de informática debido al impacto de posibles modificaciones sísmicas que serían necesarias para cumplir con los estándares modernos. En cambio, el departamento de informática planea hacer un recorrido virtual del edificio disponible en línea en un archivo digital.
Después de la decisión del Tribunal Superior del Condado de King de eximir al edificio de las ordenanzas de preservación de la ciudad, la universidad solicitó un permiso de demolición en mayo de 2016. La demolición del anexo de More Hall comenzó el 19 de julio, y los conservacionistas celebraron un funeral simulado por el edificio con Daniel Streissguth, uno de los arquitectos originales del proyecto.

### Reemplazo
El anexo de More Hall fue reemplazado por el Centro de Ingeniería y Ciencias de la Computación Bill & Melinda Gates, que alberga parte del programa de ciencias de la computación de la universidad. El edificio de 12,1 m² incluye una sala de conferencias para 250 personas, aulas y espacios de laboratorio para robótica y otras tecnologías. En enero de 2017, la Junta de Regentes aprobó su construcción, que comenzó a finales de año. El edificio se completó en diciembre de 2017, marcando aproximadamente la mitad del camino en la construcción. El Centro Bill y Melinda Gates se abrió a los estudiantes el 28 de febrero de 2019.